# بيير بيانكوني
بيير بيانكوني (بالفرنسية: Pierre Bianconi)‏ هو لاعب كرة قدم فرنسي في مركز الدفاع، ولد في 16 نوفمبر 1962 في باستيا في فرنسا، وتوفي في 29 ديسمبر 1993. لعب مع باريس سان جيرمان ونادي باستيا ونادي كان ونيم أولمبيك.

## وصلات خارجية
- بيير بيانكوني على موقع قاعدة بيانات كرة القدم.إي يو (الإنجليزية)
- بيير بيانكوني على موقع عالم كرة القدم.نت (الإنجليزية)